# Lamproiet
Lamproiet is een sterk kalium-rijk mafisch mantelgesteente dat als uitvloeiingsgesteente stolt.

## Eigenschappen
Chemisch gezien bevatten lamproieten weinig CaO, Al2O3 en Na2O, maar juist veel K2O/Al2O3 en relatief veel MgO.

### Mineralogie
De mineralogie van lamproieten wordt bepaald door de bijzonder geochemie, waarbij het stollingsgesteente sterk is aangerijkt in zeldzame silicaten en andere mineralen.
Typische mineralen in lamproieten zijn:
- forsteriet-rijke olivijn
- ijzer-rijke leuciet
- titanium-rijke, aluminium-arme flogopiet
- kalium- en titanium-rijke richteriet
- aluminium-arme diopsied
- ijzerrijke sanidien

Ook kunnen lamproieten veel chroom en nikkel bevatten. Bij de verwering ontstaan mineralen als talk, serpentijn, chloriet en magnetiet. Ook zeolieten en zelfs kwarts kunnen in het mafische gesteente voorkomen.

## Voorkomen
Lamproieten komen op verschillende plekken over de wereld voor, hoewel in kleine volumes. In tegenstelling tot de gelijksoortige kimberlieten, die slechts op Archaïsche kratons voorkomen, komen lamproieten gedurende de gehele geologische geschiedenis voor. Archaïsche lamproieten worden gevonden in West-Australië en een voorbeeld van een recentere lamproiet is gelegen tussen Murcia en Cabo de Gata in Zuid-Spanje. De jongst bekende lamproiet is gedateerd op 56.000 +/- 5000 jaar oud.
Lamproieten worden gevormd op zeer hoge dieptes (meer dan 150 km), waar het gesmolten materiaal omhooggeperst wordt in kraterpijpen. Hierbij komen xenolieten en diamanten mee, alsmede peridotiet en eclogiet.
Recent onderzoek en lood-isotopen geochemie heeft aan het licht gebracht dat de bron van lamproieten de overgangszone tussen gesubduceerde lithosfeer in de mantel zou kunnen zijn. Dit zou ook de uitzonderlijke diepte van ontstaan verklaren.

## Mijnbouw
Sinds 1979 is bekend dat lamproieten economische waarde hebben, toen in Australië de Argyle diamant pijp ontdekt werd. De ontdekking hiervan leidde tot intensieve studies en herziening van andere lamproietvoorkomens op aarde, omdat voorheen werd aangenomen dat diamanten slechts in kimberlieten gevonden konden worden.
Ondanks het onderzoek is de Argyle diamant mijn de enige grote bron van diamanten gebleken. De hoeveelheid diamanten in dit complex is relatief hoog, de kwaliteit van de diamanten juist relatief laag. Onderzoek wees uit dat ze waarschijnlijk afkomstig zijn uit eclogieten en gevormd bij temperaturen van 1400 graden Celsius. De Argyle mijn is ook de belangrijkste bron van de zeldzame roze diamant.
Ook in pyroclastisch gesteente met lamproiet kan diamanten bevatten, die als xenocrysten naar het aardoppervlak vervoerd zijn.